# 650
Năm 650 là một năm trong lịch Julius. 